# Grumman XF5F Skyrocket
El Grumman XF5F Skyrocket fue el prototipo de un caza monoplaza bimotor embarcado al que la Grumman Aircraft Engineering Corporation le aplicó el número de modelo Grumman G-34. Era un diseño radical en cazas embarcados ya que para ese entonces los cazas monomotores estaban cambiando de configuraciones biplanas a monoplanas. La  Marina de los Estados Unidos ordenó la construcción de un prototipo el 30 de junio de 1938, bajo la designación XF5F-1.

## Historia y diseño
La propuesta Grumman G-34 de 1938 para un caza monoplaza bimotor embarcado se anticipó en algunos años a la producción de un solo ejemplar operativo de semejante configuración. De hecho, por entonces la propuesta no sólo fue considerada como avanzada, sino rayana a lo revolucionario. Curiosamente, cuatro años más tarde, el 18 de abril de 1942, 16 bimotores North American B-25 despegaban del portaviones USS Hornet para bombardear Tokio en la denominada incursión Doolittle.
El G-34 era un concepto avanzado: en su configuración originaria el borde de ataque de su ala monoplana de implantación baja se encontraba por delante del morro del fuselaje. La cola presentaba derivas y timones de dirección en los extremos de las superficies estabilizadoras; el tren de aterrizaje convencional era retráctil, con las unidades principales retrayéndose hacia atrás hasta alojarse en las góndolas motrices. La planta motriz comprendía dos motores radiales Wright R-1820 Cyclone que accionaban hélices tripalas: estas habían sido engranadas de modo que giraran contrarrotatoriamente para compensar sus respectivos pares.
Estaba previsto instalar dos unidades del cañón Madsen de 23 mm.
El 30 de junio de 1938 la US Navy encargó un prototipo, denominado XF5F-1, que voló por primera vez el 1 de abril de 1940. En los primeros vuelos hubo problemas con la refrigeración del motor por lo que se procedió a modificar los conductos del sistema de refrigeración de aceite. Se realizaron otras modificaciones resultado de las pruebas en el prototipo: una reducción en el alto del techo de la cabina; la sustitución de los cañones previstos por 4 ametralladoras de 12,7 mm; el rediseño de los soportes de los motores; y la más notoria: la extensión de la sección delantera del fuselaje hasta sobrepasar el borde de ataque alar. Estos cambios estuvieron listos el 15 de julio de 1941. Al retomar los vuelos de prueba, los ingenieros se dieron cuenta de que serían necesarias nuevas modificaciones, las cuales fueron completadas el 15 de enero de 1942. Mientras tanto, Grumman empezó a trabajar con un caza embarcado bimotor de diseño mucho más avanzado: el XF7F-1, por lo que las pruebas que tenían lugar con el XF5F-1 eran en apoyo del nuevo diseño.
El prototipo siguió realizando numerosos vuelos de prueba, a pesar de tenerer varios problemas con el tren de aterrizaje, hasta que fue eliminado de la lista de aviones activos luego de que el 1 de diciembre de 1944 realizase un aterrizaje de panza (con el tren de aterrizaje plegado, es decir, con la parte inferior del fuselaje tocando el suelo).
Una versión terrestre captó el interés de las Fuerzas Aéreas del Ejército de los Estados Unidos, que encargó un prototipo del denominado Grumman XP-50. Aunque en líneas generales era similar a la versión naval, difería al presentar un morro alargado para alojar el aterrizador delantero del nuevo tren triciclo, además su planta motriz constaba de dos motores turboalimentados Wright R-1820-67/-69. Esta versión voló por primera vez el 14 de mayo de 1941, el XP-50 estuvo constantemente aquejado de problemas de recalentamiento motor, hasta que fue dado de baja tras los daños ocasionados por la explosión de un turbocompresor.

## Especificaciones

### Características generales
- Longitud: 8,8 m (28,7 ft)
- Envergadura: 12,8 m (42 ft)
- Altura: 3,5 m (11,3 ft)
- Superficie alar: 28,2 m² (303,6 ft²)
- Peso cargado: 3.677 kg
- Peso máximo al despegue: 4.600 kg
- Planta motriz: 2× motores radiales de 9 cilindros Wright XR-1820-40/42.
  - Potencia: 1200 kW (1654 HP; 1632 CV) cada uno.

### Rendimiento
- Velocidad máxima operativa (Vno): 620 km/h (385 MPH; 335 kt)
- Velocidad crucero (Vc): 340 km/h
- Alcance: 1930 km (1042 nmi; 1199 mi)
- Techo de vuelo: 10 000 m (32 808 ft)
- Régimen de ascenso: 1.220 m/min
- Carga alar: 163,1 kg/m²

### Armamento
- Ametralladoras: 4× ametralladoras de 12,7 mm
- Bombas: 2x bombas de 75 kg

## En la Cultura Popular
El avión XF5F Skyrocket era el avión insignia del grupo de los pilotos ficticios y héroes de DC Comics, los Blackhawks.

### Desarrollos relacionados
- Grumman XP-50
- Grumman F7F Tigercat

### Aeronaves similares
- Focke-Wulf Fw 187
- Gloster F.9/37
- Westland Whirlwind

### Secuencias de designación
- Secuencia G-_ (interna de Grumman): ← G-31 - G-32 - G-33 - G-34 - G-35 - G-36 - G-37 - G-38 - G-39 - G-40 - G-41 - G-42 - G-43 - G-44 - G-45 - G-46 - G-47 - G-48 →
- Secuencia F_F (Cazas de la Armada estadounidense, 1922-1962 (Grumman, 1931-1962): ← F2F - F3F - F4F - F5F - F6F - F7F - F8F →

### Listas relacionadas
- Anexo:Aeronaves militares de los Estados Unidos (navales)